# Comitato Worboys
Il comitato Worboys fu nominato dal governo britannico nel luglio 1963 per innovare la segnaletica stradale nel Regno Unito, in risposta a due articoli pubblicati nel 1961 dal grafico Herbert Spencer che mostravano la caoticità della segnaletica.
A capo del comitato fu posto Walter Worboys delle Imperial Chemical Industries. Responsabile del progetto fu T. G. Usborne e venne commissionata la grafica a Jock Kinneir e alla sua assistente (e futura socia) Margaret Calvert.
Il risultato fu un documento che definì la segnaletica stradale nel Regno Unito, il Traffic Signs Regulations and General Directions, comunemente abbreviato in TSRGD. Entrò in vigore il 1º gennaio 1965 ed è stato aggiornato più volte. È in qualche modo comparabile al Manual on Uniform Traffic Control Devices (MUTCD) in vigore negli Stati Uniti d'America. Le introduzioni apportate più significative furono il frequente uso di pittogrammi, com'era tradizione nell'Europa continentale, e l'introduzione di un nuovo carattere tipografico, il Transport, disegnato da Kinneir e Calvert.